# منشأة البدوي
قرية منشأة البدوى هي إحدى القرى التابعة لمركز طلخا في محافظة الدقهلية في جمهورية مصر العربية. حسب إحصاءات سنة 2006، بلغ إجمالي السكان في منشأة البدوى 10413 نسمة، منهم 5501 رجل و4912 امرأة.

## التاريخ
قرية منشأة البدوي من القرى القديمة، حيث وردت باسم «منية العجيل» في أعمال الغربية ضمن قرى الروك الناصري التي أحصاها ابن الجيعان في كتاب «التحفة السنية بأسماء البلاد المصرية». وفي العصر العثماني وردت باسم «منية العجيل» في التربيع العثماني الذي أجراه الوالي العثماني سليمان باشا الخادم في عصر السلطان العثماني سليمان القانوني ضمن قرى ولاية الغربية، وفي تاريخ 1228هـ/1813م الذي عدّ قرى مصر بعد المسح الذي قام به محمد علي باشا باسم «ميت العجيل» ضمن قرى مديرية الغربية. وفي سنة 1351هـ/1932م، تغير اسمها إلى منشأة البدوي بطلب من أهل القرية.